# Notosuchia
Notosuchia — підряд насамперед гондванських мезоевкрокодильних крокодиломорфів, які жили в юрському та крейдяному періодах. Деякі філогенії відновлюють Sebecosuchia як кладу всередині Notosuchia, інші як сестринську групу (див. нижче); якщо Sebecosuchia включено до Notosuchia, його існування переноситься на середній міоцен, приблизно 11 мільйонів років тому. Скам'янілості були знайдені в Південній Америці, Африці, Азії та Європі. Нотозухи — клада наземних крокодилів, які розвинули низку харчової поведінки, включаючи травоїдність (Chimaerasuchus), всеїдність (Simosuchus) і наземну гіперхижакість (Baurusuchus). Він включав багатьох представників із високопохідними рисами, незвичайними для крокодиломорфів, включаючи зуби, схожі на ссавців, гнучкі смуги щитоподібного бронежилета, схожого на броненосці (Armadillosuchus), і, можливо, м’ясисті щоки та свинячі морди (Notosuchus). Підряд був вперше названий у 1971 році Зульмою Гаспаріні і з тих пір зазнав багатьох філогенетичних переглядів.